# Скопинский автоагрегатный завод
Скопи́нский автоагрега́тный заво́д (АО «СААЗ», ООО «СААЗ Комплект») — машиностроительная компания в России, крупнейший производитель автокомпонентов для отечественных и зарубежных автопроизводителей.

## История
Февральский Пленум ЦК КПСС (1958 г.) признал целесообразным реорганизовать машинно-тракторные станции. В Скопинском районе Рязанской области Побединская МТС была реорганизована, а Шахтинская — закрыта.
31 октября 1958 года Совет Министров СССР принял Постановление №1206 «Об организации производства запасных частей для грузовых автомобилей и сельскохозяйственных машин на предприятиях Рязанской области». В соответствии с ним Рязанский совнархоз принял решение организовать такое производство в Скопинском районе, для чего здания и сооружения Шахтинской МТС были переданы Скопинскому машиностроительному заводу.
19 февраля 1959 года заводская комиссия приняла здание мастерской, три здания складов, котельную, электроподстанцию, водонапорную башню с артезианской скважиной и здание конторы МТС. К концу 1959 года были построены также компрессорная, склад ГСМ, гальванический участок. На этой базе был организован цех по выпуску рычажных гидравлических амортизаторов и тормозных кранов с сигналом «Стоп» для автомобилей «ЗИЛ-151», «ЗИЛ-157»», «ЗИЛ-164», автобусов «ЛАЗ-695», «ЛиАЗ-158»». Оборудование, технологию, инструмент и оснастку Скопинскому машиностроительному заводу передал Московский карбюраторный завод.
Основными потребителями продукции были Завод имени Лихачёва, Львовский автобусный завод, Ликино-Дулёвский автобусный завод, автобазы страны, организации «Сельхозтехники». Часть продукции экспортировалась в страны СЭВ, Ближнего Востока, Африки, Индокитая.
Согласно распоряжению Рязанского совнархоза, 1 декабря 1962 года производство автозапчастей было выделено из состава Скопинского машиностроительного завода в отдельное предприятие — Скопинский завод «Автодеталь». 22 декабря 1962 года в его штат было зачислено 588 человек, в том числе рабочих — 521, инженерно-технических работников и служащих — 67 человек.
В 1963-1965 гг. на заводе произошли значительные изменения в деле повышения технического уровня производства и качества продукции, изменилась структура организации производства, были внедрены новые технологические процессы. Затраты на производство снизились, выработка продукции с единицы оборудования увеличилась в 1,9 раза, объём производства валовой продукции — в 2,1 раза.
В сентябре 1965 года Пленум ЦК КПСС принял решение о передаче управления промышленностью от совнархозов отраслевым министерствам. Приказом министра автомобильной промышленности СССР 16 ноября 1965 года Скопинский завод «Автодеталь» был передан Минавтопрому СССР, а 12 мая 1966 года — переименован в Скопинский автоагрегатный завод (СААЗ).
В 1965-1968 гг. произошли значительные изменения в совершенствовании управления экономикой страны. Управление промышленностью переводилось на отраслевой принцип созданием отраслевых министерств. В мае 1966 года Скопинский автоагрегатный завод был переведён на новую систему планирования и экономического стимулирования.
В июне 1967 года началась реконструкция завода. Параллельно со строительством промышленных объектов и нового микрорайона для рабочих началось освоение производства телескопических амортизаторов для автомобиля ГАЗ-24, технология изготовления которых была передана СААЗу специалистами Горьковского автомобильного завода. Первый телескопический амортизатор для ГАЗ-24 был собран 30 апреля 1968 года.
С 1970 года начался новый этап — подготовка и освоение производства телескопических амортизаторов для легкового автомобиля ВАЗ-2101, а впоследствии и для других «классических» моделей. С этого времени началось многолетнее сотрудничество СААЗа с Волжским автомобильным заводом. «15 января 1973 года завод вошёл в производственное объединение ВАЗ». Важным событием в истории завода явилось присвоение государственного Знака качества амортизаторам ГАЗ-24 23 декабря 1977 года. 23 ноября 1979 года амортизаторы ВАЗ-2101 были аттестованы на первую категорию качества.
В 1985 году самостоятельность СААЗа была несколько расширена, и в это время удалось выделить средства на строительство корпуса вспомогательных цехов, приобрести значительное количество нового оборудования, необходимого для производства телескопических стоек, амортизаторов и газовых пружин для автомобилей ВАЗ-2108 и последующих модификаций. Удалось внедрить ряд технологических процессов, смонтировать и запустить более высокопроизводительное оборудование.
В 1992-1996 гг. российская промышленность переживала затяжной экономический кризис. В этих сложных условиях Скопинский автоагрегатный завод вёл подготовку и освоение производства телескопических стоек и амортизаторов для семейства переднеприводных автомобилей ВАЗ-2110. Также, несмотря на определённые сложности, в первой половине 1996 года удалось достроить новый производственный корпус, а в течение 1997-2000 гг. были внедрены несколько десятков единиц современного высокопроизводительного оборудования.
3 июня 1993 года СААЗ акционирован в составе ОАО «Автоваз». До 2007 г. в управлении предприятием принимала участие самарская группа компаний «СОК».
С 2007 ОАО «СААЗ» - в составе «Оборонпрома» государственной управляющей группы «Ростехнологии». С 2009 года завод входит в Группу ОАТ (ОАО «Объединённые автомобильные технологии»). 1 июля 2013 года произошла реорганизация предприятия, в результате которой на базе ОАО «Скопинский автоагрегатный завод» было создано ООО «СААЗ Комплект».
С июля 2013 года на территории завода действуют два предприятия — АО «СААЗ» и ООО «СААЗ Комплект».

## Хроника событий
1958—1959

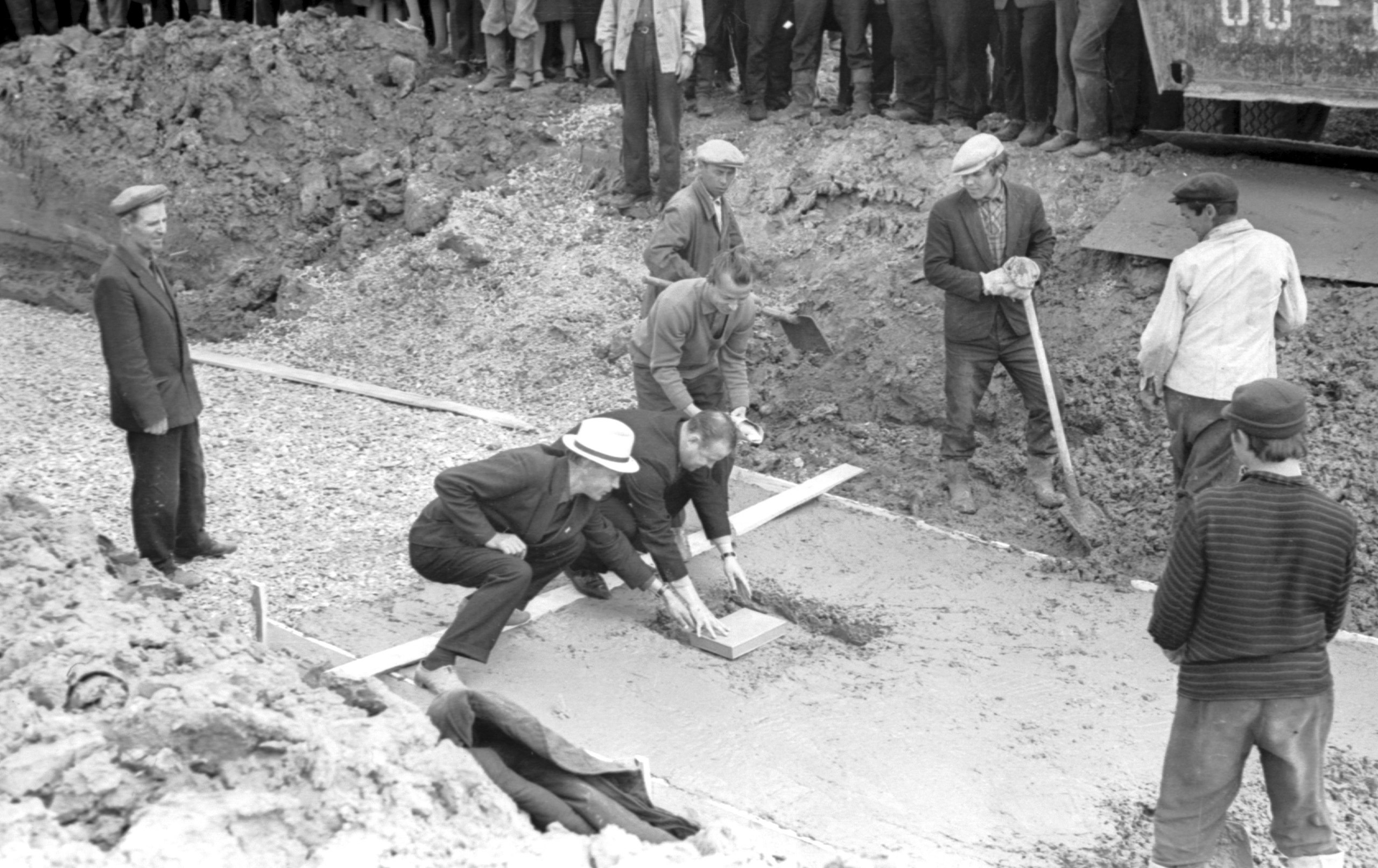
Закладка капсулы в основание производственного корпуса, 1967 год

Принято правительственное постановление об организации производства запасных частей для грузовых автомобилей и сельскохозяйственных машин на предприятиях Рязанской области. Решением Рязанского совнархоза на Скопинском машиностроительном заводе на базе зданий и сооружений Шахтинской МТС образован цех № 7 по производству гидравлических рычажных амортизаторов и тормозных кранов для грузовых автомобилей и автобусов.
1962

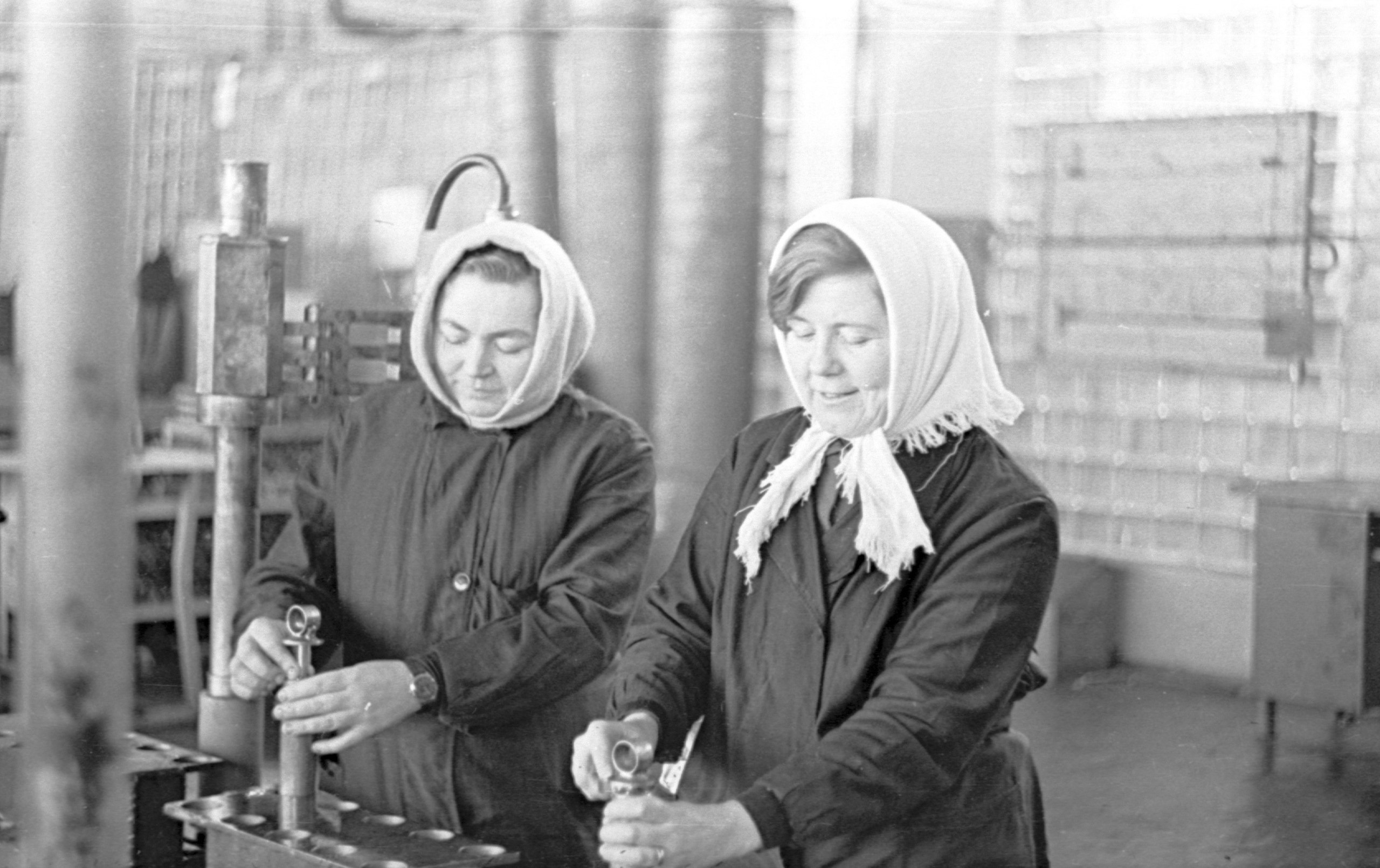
Первые сборщицы завода, 1968 год

Распоряжением Рязанского совнархоза из состава Скопинского машиностроительного завода выделено производство автомобильных запасных частей, и на этой базе создан самостоятельный завод «Автодеталь». Издан приказ о зачислении в штат 588 работников.
1966—1967
Завод «Автодеталь» переименован в Скопинский автоагрегатный завод и переведён на новую систему планирования и экономического стимулирования. Вынут первый кубометр грунта под фундамент производственного и административно-бытового корпусов.
1969—1970

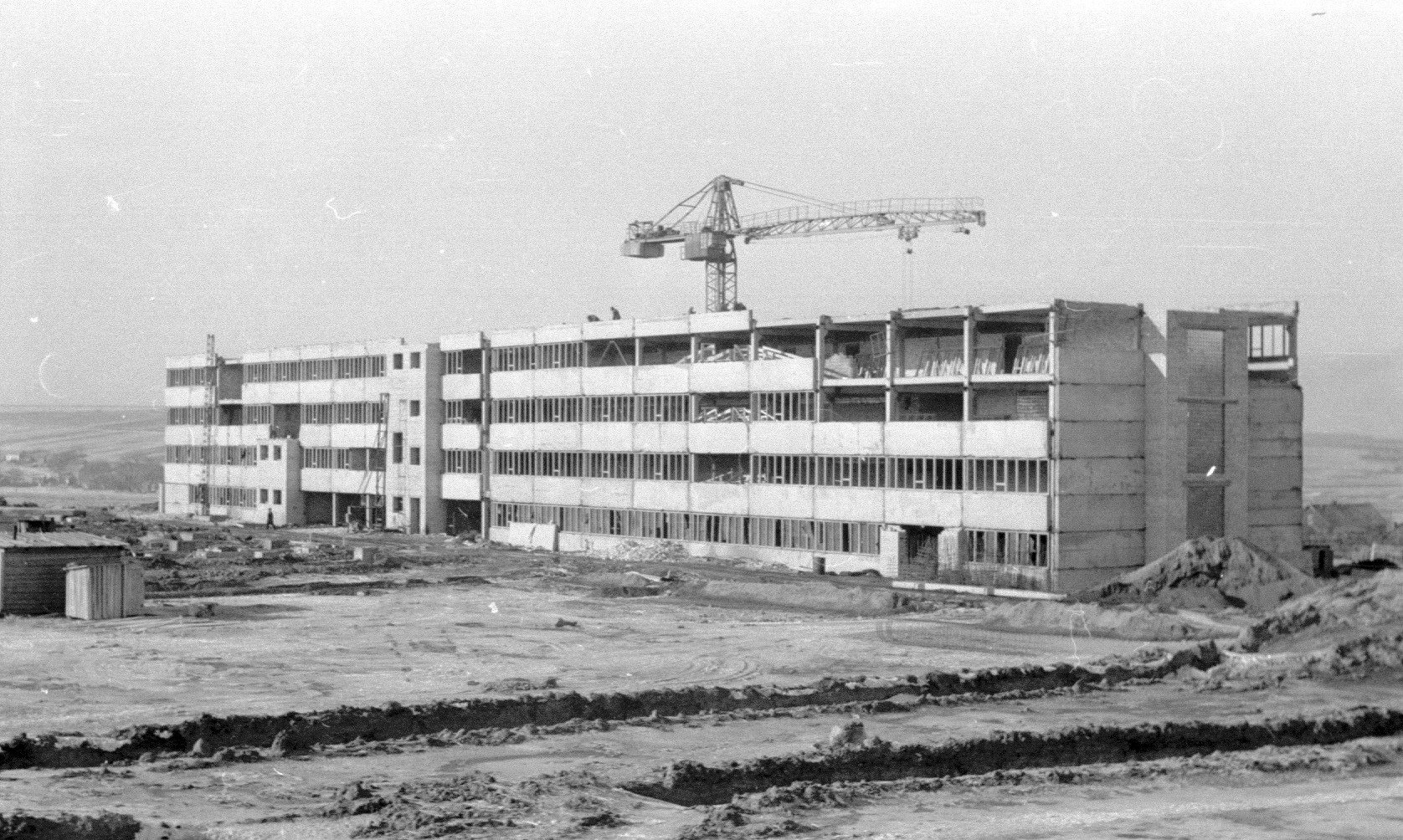
Монтаж заводоуправления, 1970 год

Производство телескопических амортизаторов ГАЗ-24 передано с Горьковского автозавода на Скопинский автоагрегатный завод. Начало производства амортизаторов для автомобилей Волжского автомобильного завода.
1977—1981
Телескопическим «амортизаторам ГАЗ-24 и ВАЗ-2101 присвоен государственный Знак Качества. Освоено производство амортизаторов к мотоциклам Урал».
1984—1988
Собрана опытно-промышленная партия телескопических стоек, амортизаторов и газовых пружин для комплектации первых 700 автомобилей ВАЗ-2108. Освоен выпуск механизма закрывания двери.
1989—1991
Собрана миллионная телескопическая стойка ВАЗ-2108, миллионный амортизатор ВАЗ-2108 и ГАЗ-3102, миллионная газовая пружина ВАЗ-2108, 50-миллионный амортизатор ВАЗ-2101, ВАЗ-2121. Началась подготовка производства телескопических стоек и амортизаторов для семейства автомобилей ВАЗ-2110.
1994—1996
За выпуск качественной продукции и поддержание фирменной марки завод награждён Международной «Золотой звездой». Собрана первая партия автокомпонентов для комплектации автомобилей ВАЗ-2110.
2002—2006
Освоено производство неразборных «амортизаторов к автомобилям Ока», ИЖ-2117, ИЖ-2126, а также к автомобилю ВАЗ-2123 «Шевроле-Нива» производства GM-АВТОВАЗ. Внедрены новые технологии суперфинишной обработки штоков стоек и амортизаторов, высокоскоростного износостойкого твёрдого хромирования штоков, роботизированной сварки корпусов стоек. Приобретена автоматическая линия по бесцентровому шлифованию штоков стоек.
2007—2011
Освоено производство автокомпонентов для комплектации автомобилей Lada Priora, Lada Kalina Sport, Lada Granta, Kia Spectra, Chevrolet Lanos, UAZ Patriot, UAZ Hunter, FIAT Ducato. Предприятие получило сертификат соответствия Международной системе менеджмента качества ИСО/ТУ16949:2009. В 2009 году ОАО «СААЗ» вошло в состав ОАО «Объединённые автомобильные технологии».
2012—2013
В 2012 году Правительство Рязанской области приняло решение создать на базе Скопинского автоагрегатного завода технопарк.
2014—2022
Освоено производство автокомпонентов для комплектации автомобилей Renault Logan, Renault Sandero, Datsun on-DO, Datsun mi-DO, Lada Kalina Cross, Lada Vesta, LADA Vesta Cross, LADA XRay Cross. Запущены серийные поставки стоек и амортизаторов к автомобилям Peugeot 408, Citroën C4, ГАЗель Бизнес, Peugeot Expert, Opel Zafira Life, LADA Largus и др.

## Награды
За выпуск качественной продукции и поддержание фирменной марки Скопинский автоагрегатный завод был награждён Международной золотой звездой. Неоднократно награждён Дипломом в рамках конкурса «Лучшие предприятия и организации Рязанской области».
«СААЗ Комплект» — финалист премий «Автокомпонент года-2013» и «Автокомпонент года-2014».
В 2015 году Скопинский автоагрегатный завод признан победителем в конкурсе среди организаций, добившихся наибольшего снижения негативного влияния на окружающую среду
За 60 лет Скопинским автоагрегатным заводом выпущено более 300 млн. штук изделий. Предприятие 12 раз подряд стало победителем областного конкурса «Лучшие предприятия и организации Рязанской области» в номинации «Производство машин и оборудования», что свидетельствует о существенном вкладе завода в развитие экономики местного и регионального уровней, высокой оценке социальной политики, проводимой руководством, и активного участия администрации и коллектива предприятия в общественной жизни региона.